# یوجی‌سی فاکس دیستربیوشن
یوجی‌سی فاکس دیستربیوشن (انگلیسی: UGC Fox Distribution) شرکت فیلم‌سازی فرانسوی است، که در سال ۱۹۹۵ از مشارکت گروه سرگرمی فاکس و شرکت یوجی‌سی تأسیس شد.